# چاقوکشی (فیلم ۲۰۱۹)
چاقوکشی (انگلیسی: Knives Out؛ که با نام چاقوهای بی‌غلاف نیز شناخته می‌شود) یک فیلم آمریکایی در ژانر معمایی به نویسندگی، تهیه‌کنندگی و کارگردانی ریان جانسن است که در سال ۲۰۱۹ منتشر شد. فیلم، داستان اعضای یک خانواده عجیب را دنبال می‌کند که بعد از قتل وحشیانه پدر خود در یک خانه جمع شده و یک کارآگاه پلیس سعی در حل معما دارد. دنیل کریگ، کریس ایوانز، آنا د آرماس، جیمی لی کرتیس، تونی کولت، دان جانسون، مایکل شنون، کیت استنفیلد، کاترین لانگفورد، جیدن مارتل و کریستوفر پلامر ستارگان فیلم هستند.
چاقوکشی نخستین بار در سپتامبر ۲۰۱۹ و در طی جشنواره بین‌المللی فیلم تورنتو به روی پرده رفت. فیلم از تاریخ ۲۷ نوامبر ۲۰۱۹ توسط لاینزگیت فیلمز اکران شد. چاقوکشی با تحسین جهانی منتقدان همراه بود
و در زمینه تیم بازیگری (به خصوص عملکرد کریگ)، فیلم‌نامه و کارگردانی جانسن، موسیقی، طنز و اصالت مورد تحسین قرار گرفت. هیئت ملی بازبینی فیلم، چاقوکشی را به عنوان یکی از ۱۰ فیلم برتر سال ۲۰۱۹ انتخاب کرد. فیلم یک موفقیت در گیشه بود و ۳۱۱ میلیون دلار در سراسر جهان فروش کرد در حالی که بودجه ساخت آن ۴۰ میلیون دلار بوده‌است. چاقوکشی در هفتاد و هفتمین مراسم گلدن گلوب در سه رشته بهترین فیلم موزیکال یا کمدی، بهترین بازیگر نقش اول مرد فیلم موزیکال یا کمدی برای کریگ و بهترین بازیگر زن - فیلم موزیکال یا کمدی برای د آرماس نامزد دریافت جایزه شده اما نتوانست هیچ‌کدام را به‌دست‌آورد. در نود و دومین دوره جوایز اسکار، فیلم در رشته بهترین فیلم‌نامه غیراقتباسی برای جانسن نامزد دریافت جایزه اسکار بود که این جایزه به بونگ جون-هو برای نوشتن فیلم‌نامه انگل تعلق گرفت.
در مارس ۲۰۲۱، گزارش شد که نتفلیکس با پرداخت بیش از ۴۵۰ میلیون دلار برای حق انتشار دو دنباله به نویسندگی و کارگردانی جانسن موافقت کرده‌است و کریگ بار دیگر در نقش کارآگاه بنویت بلانک ایفای نقش می‌کند. گلس آنین: یک چاقوکشی اسرارآمیز در سال ۲۰۲۲ منتشر شد.

## داستان
خانواده هارلن ترومبی، رمان‌نویس ثروتمند، به جشن تولد ۸۵ سالگی‌اش در عمارت او در ماساچوست می‌روند. صبح روز بعد، سرایدار هارلن، فران، او را در حالی‌که مرده‌است پیدا می‌کند. پلیس معتقد است که مرگ هارلن خودکشی است، اما کارآگاه خصوصی بنویت بلانک توسط فردی ناشناس برای بازرسی دربارهٔ این پرونده استخدام می‌شود. بلانک می‌فهمد که روابط هارلن با اعضای خانواده اش تیره‌وتار شده‌است: هارلن در روز مرگش، داماد خود ریچارد را تهدید می‌کند که خیانت به دخترش لیندا را افشا می‌کند و کمک هزینه عروسش جونی را بخاطر سرقت از وی قطع می‌کند. همچنین او، پسرش والت را از شرکت انتشاراتی خود اخراج می‌کند و با نوه اش رانسم وارد بحث و جدل می‌شود.
پرستار هارلن، مارتا کابررا، داروهای هارلن را به اشتباه با هم به او تزریق می‌کند. ظاهراً او مورفین را بیش‌ازحد به او تزریق کرده و چون پادزهری برای آن پیدا نمی‌کند، تنها چند دقیقه برای هارلن فرصت باقی مانده‌است. هارلن که می‌خواهد خانواده مارتا را از اتهام نجات دهد (مادر مارتا یک مهاجر غیرقانونی است) به او کمک می‌کند تا مدارک دال بر گناهکار بودن خود را از بین ببرد و سپس گلوی خود را می‌برد. مادر مسن هارلن مارتا را در حین فرار کردن می‌بیند، اما او را با رانسم اشتباه می‌گیرد. هر زمان که مارتا می‌خواهد دروغ بگوید به‌طور ناخواسته استفراغ می‌کند، بنابراین وقتی مورد سؤال قرار می‌گیرد، پاسخ‌هایش راست اما ناقص است. او موافقت می‌کند تا در تحقیقات به بلانک کمک کند و شواهدی از فرارش از عمارت را پنهان می‌کند. وقتی وصیت‌نامه هارلن خوانده می‌شود همه از اینکه مارتا تنها وارث اموال هارلن است شوکه می‌شوند. رانسم به او کمک می‌کند تا از دست خانواده فرار کند، اما او را وادار به اعتراف می‌کند. او در ازای سهمی از ارث به او قول همکاری می‌کند. ترومبی‌های دیگر سعی می‌کنند مارتا را متقاعد کنند که از ارث صرف‌نظر کند. والت او را تهدید می‌کند که وضعیت مهاجرت مادرش را فاش می‌کند.
مارتا برگه گزارش سم‌شناسی هارلن را به همراه یک یادداشت باج‌خواهی دریافت می‌کند. او و رانسم به پزشکی قانونی می‌روند، اما آن جا دچار آتش‌سوزی می‌شود. مارتا با دریافت ایمیلی پیشنهاد ملاقات با باج‌گیر را می‌دهد. بلانک و پلیس آن‌ها را پیدا می‌کند و پس از یک تعقیب‌وگریز خیابانی، رانسم دستگیر می‌شود. بلانک توضیح می‌دهد که مادر هارلن شب مرگش، رانسم را دیده که از اتاق هارلن در حال پایین‌آمدن است. در محل قرار ملاقات، مارتا فران را در حالیکه دچار اوردوز شده پیدا می‌کند و روی او عملیات احیا را انجام داده و با آمبولانس تماس می‌گیرد. او به بلانک اعتراف می‌کند، گرچه رانسم قبلاً به او اطلاع داده‌است و تصمیم می‌گیرد به خانواده بگوید که او باعث مرگ هارلن شده‌است. این کار باعث می‌شود تا او از ارث محروم شود. در خانه، او یک نسخه از گزارش کامل سم‌شناسی را در مخفیگاه مواد فران پیدا می‌کند. او بدون این‌که خودش آن را بخواند به بلانک می‌دهد. بلانک با خواندن آن متوجه می‌شود که مورفین کمی در بدن هارلن وجود داشته‌است و قبل از اینکه مارتا به این موضوع اعتراف کند، حرفش را قطع می‌کند.
بلانک استنباط‌های خود را فاش می‌کند؛ پس از اینکه رانسم متوجه شد هارلن همهٔ ارثش را برای مارتا گذاشته‌است، محتویات شیشه‌های داروی هارلن را عوض کرده و پادزهر را می‌دزدد تا مارتا هارلن را بکشد و در نتیجه برای ادعای وراثت واجد شرایط نباشد. اما مارتا در واقع داروی صحیح را به هارلن داده بود و این موضوع را از روی ویسکوزیته آن‌ها تشخیص داده ولی بعد از خواندن برچسب رویشان فکر کرد که او را مسموم کرده‌است. هنگامی که مرگ او خودکشی تلقی می‌شود، رانسم به صورت ناشناس بلانک را برای افشای مقصر بودن مارتا استخدام می‌کند. فران متوجه می‌شود که رانسم در حال دستکاری صحنه جرم بوده و یادداشت باج‌خواهی را برای او ارسال می‌کند. بعد از اینکه متوجه می‌شود که مارتا مسئول مرگ هارلن نیست، یادداشتی را برای مارتا فرستاده و پزشکی‌قانونی را می‌سوزاند تا شواهد بی‌گناهیش از بین برود. او مورفین را بیش از حد به فران تزریق کرد و قصد داشت برای مارتا از این طریق پاپوش درست کند.
مارتا به دروغ به رانسم می‌گوید که فران زنده مانده و پای او را وسط این ماجرا می‌کشد، سپس روی او استفراغ می‌کند و از این طریق دروغش برملا می‌شود. رانسم با عصبانیت بوسیلهٔ چاقویی از کلکسیون هارلن به او حمله می‌کند اما معلوم می‌شود که درواقع یک چاقوی جمع‌شونده‌است. با ضبط شدن اعتراف قتل رانسم و تلاشش برای قتل مارتا، پلیس او را دستگیر می‌کند. بلانک به مارتا می‌گوید که او خیلی قبل‌تر متوجه شده که او در مرگ هارلن نقش داشته و متوجه لکهٔ کوچکی از خون روی کفش او شده‌است. لیندا یادداشتی از هارلن در مورد خیانت همسرش پیدا می‌کند. در حالی که رانسوم تحت بازداشت قرارمی‌گیرد، مارتا از بالکن عمارت خود را نظاره می‌کند.

## بازیگران
- دنیل کریگ در نقش بنویت بلانک: یک کارآگاه خصوصی که در مورد قتل هارلن تحقیق می‌کند.
- کریس ایوانز در نقش رانسم درایسدل: نوه هارلن، پسر لیندا و ریچارد و یک جوان خوش گذران
- آنا د آرماس در نقش مارتا کابررا: پرستار هارلن که رابطه خوب و نزدیکی با او داشت.
- جیمی لی کرتیس در نقش لیندا درایسدل: دختر بزرگ هارلن و همسر ریچارد. او شرکت دارد و آن را با حمایت شوهرش اداره می‌کند.
- مایکل شنون در نقش والتر «والت» ترومبی: کوچک‌ترین پسر هارلن، شوهر دونا و مدیرعامل شرکت انتشارات پدرش
- دان جانسون در نقش ریچارد درایسدل: داماد هارلن و شوهر لیندا که به اداره شرکت همسرش کمک می‌کند.
- تونی کولت در نقش جانی ترومبی: زن پسر مرده هارلن (نیل) که یکی از معلمان سبک زندگی و تأثیرگذار است.
- کیت استنفیلد: یک کارآگاه محلی که در حال انجام تحقیقات در مورد قتل است.
- کاترین لانگفورد در نقش مگان «مگ» ترومبی: نوه هارلن، دختر جانی و نیل که در دانشکده معتبر هنرهای لیبرال تحصیل می‌کند.
- جیدن مارتل در نقش جیکوب ترومبی: نوه هارلن، پسر والت و دونا که همه نسبت به او دیدگاه خوبی دارند و همیشه با تلفن همراه خود مشغول است.
- کریستوفر پلامر در نقش هارلن ترومبی: نویسنده مشهور و ثروتمند رمان‌های جنایی است که همه خانواده خود را به جشن تولد ۸۵ سالگی‌اش دعوت می‌کند اما در اواسط مراسم به طرز مشکوکی به قتل می‌رسد. او سه فرزند دارد: لیندا، والت و نیل
- نوآ سیگان در نقش تروپر واگنر: یک افسر پلیس که درگیر تحقیقات است.
- ادی پترسن در نقش فران: خدمتکار هارلن که جسدش را پیدا می‌کند.
- ریکی لیندهوم در نقش دونا ترومبی: عروس هارلن و همسر والت
- کی کالان در نقش وانتا: مادر مسن هارلن
- فرانک اوز در نقش آلن استیونز: وکیل هارلن
- ام امت والش در نقش آقای پروفراک
- مارلین فورته در نقش خانم کابررا: مادر مارتا
- شرلی رودریگز در نقش آلیشیا کابررا: خواهر مارتا
- رائول کاستیلو در نقش پلیس
- جوزف گوردون لویت در نقش کارآگاه هاردروک (صدا گذاری)

## موسیقی
موسیقی چاقوکشی توسط نیتان جانسن، پسر عموی ریان جانسن ساخته شده که در آثار قبلی وی همچون لوپر و برادران بلوم با یکدیگر همکاری کرده بودند. آلبوم موسیقی فیلم در تاریخ ۲۷ نوامبر ۲۰۱۹ منتشر شد.

## انتشار

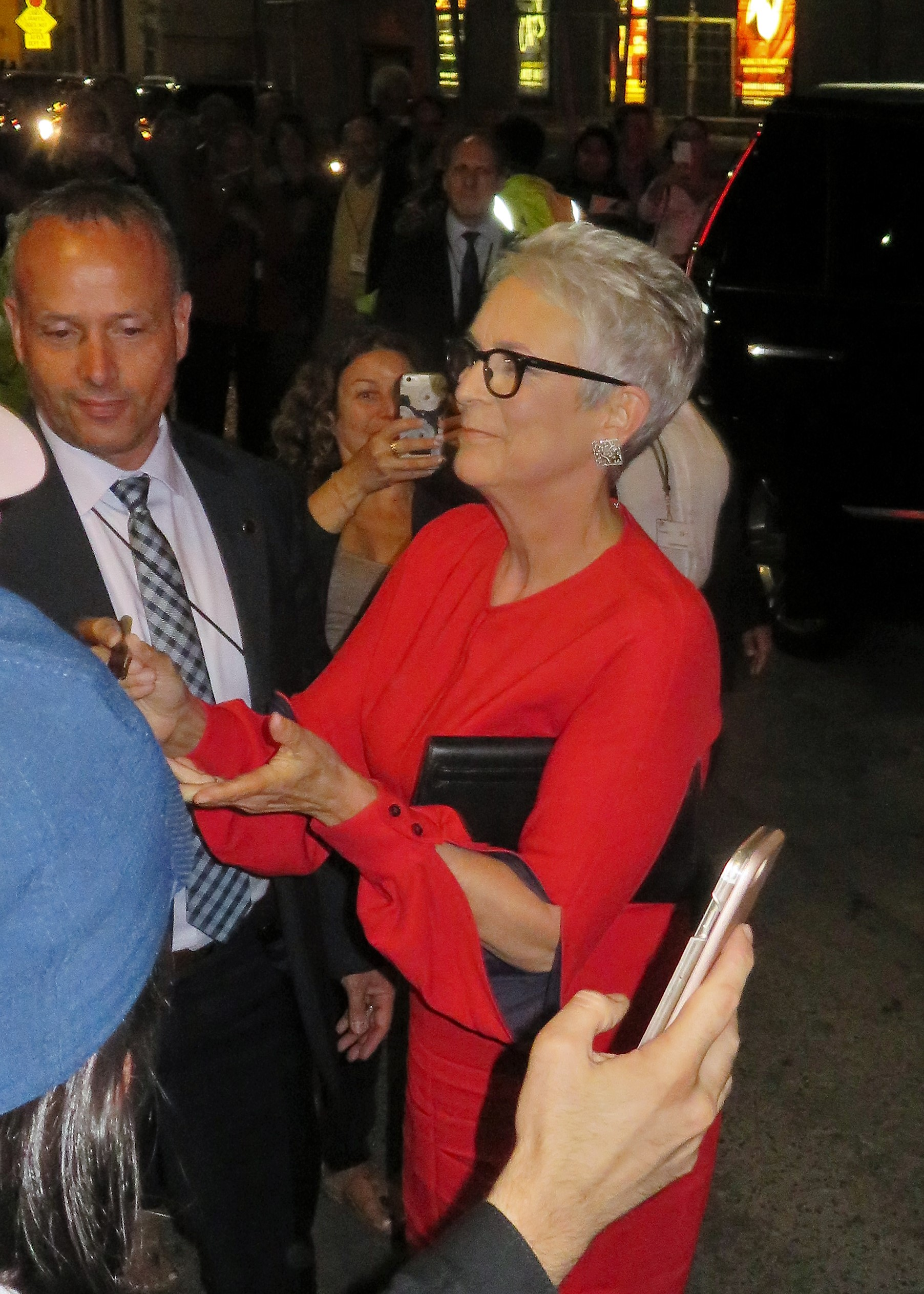
جیمی لی کرتیس، بازیگر چاقوکشی

چاقوکشی در ۷ سپتامبر ۲۰۱۹ در جشنواره بین‌المللی فیلم تورنتو به نمایش درآمد و در ۲۷ نوامبر در سینماها اکران شد. این فیلم در ۷ فوریه ۲۰۲۰ به صورت دیجیتال و در ۲۵ همان ماه به صورت دی‌وی‌دی و بلو-ری در دسترس قرار گرفت.

## دنباله
بعد از موفقیت تجاری و انتقادی فیلم، لاینزگیت فیلمز خواستار ساخت دنباله شد و جانسن نیز از این پیشنهاد استقبال کرد. جانسن اعلام کرده که دوست دارد ماجراهای کارآگاه بنویت بلانک را به یک مجموعه سینمایی جنایی مستقل تبدیل کند و حتی پیش از قسمت نخست نیز، خط داستانی و عنوان قسمت دوم را در ذهن داشته‌است. در ژانویه ۲۰۲۰، جانسن تأیید کرد که در حال نگارش قسمت دوم فیلم است که داستان آن دربارهٔ بنویت بلانک است که درگیر یک پرونده جنایی جدید شده‌است. دنیل کریگ نیز از ایفای دوباره این نقش استقبال و اعلام کرد برای این کار هیجان‌زده‌است.